# Schickedanz Open 2007
Lo Schickedanz Open 2007 è stato un torneo di tennis facente parte della categoria ATP Challenger Series nell'ambito dell'ATP Challenger Series 2007. Il torneo si è giocato a Fürth in Germania dal 4 giugno al 10 giugno 2007 su campi in terra rossa.

## Vincitori

### Singolare
Peter Luczak ha battuto in finale  Fabio Fognini con il punteggio di 4–6, 6–2, 6–2

### Doppio
Bruno Echagaray /  André Ghem hanno battuto in finale  Fabio Fognini /  Frederico Gil con il punteggio di 7–6(1), 4–6, [13-11]